# Gema Pascual Torrecilla
Gema Pascual Torrecilla (Madrid, 12 de gener de 1979) és una ciclista espanyol, ja retirada, especialitzada en el ciclisme en pista. De la seva carrera destaca la medalla aconseguida al Campionat del món de puntuació. També va aconseguir un diploma olímpic als Jocs Olímpics d'Atenes 2004.

## Palmarès en pista
- 2001
  -  Campiona d'Espanya de Velocitat
  -  Campiona d'Espanya de 500 m contrarellotge
  -  Campiona d'Espanya de persecució
- 2002
  -  Campiona d'Espanya de puntuació
  -  Campiona d'Espanya de scratch
- 2003
  -  Campiona d'Espanya de persecució
  -  Campiona d'Espanya de puntuació
  -  Campiona d'Espanya de scratch
- 2004
  -  Campiona d'Espanya de Velocitat
  -  Campiona d'Espanya de persecució
  -  Campiona d'Espanya de puntuació
  -  Campiona d'Espanya de scratch
- 2005
  -  Campiona d'Espanya de persecució
  -  Campiona d'Espanya de puntuació
- 2006
  -  Campiona d'Espanya de persecució
  -  Campiona d'Espanya de puntuació
  -  Campiona d'Espanya de scratch

### Resultats a laCopa del Món
- 2003
  - 1r a la Classificació general, en scratch
- 2005-2006
  - 1r a la Classificació general, en puntuació

## Palmarès en ruta
- 2007
  - Vencedora d'una etapa a l'Emakumeen Bira